# Győrffy Barna
Kőhalmi Győrffy Barna (Szepesbéla, 1911. július 18. – Budapest, 1970. augusztus 5.) Kossuth-díjas és posztumusz Széchenyi-díjas genetikus, biokémikus, növényfiziológus, a biológiai tudomány doktora, a Magyar Tudományos Akadémia posztumusz levelező tagja. A korszerű biokémiai és élettani alapú növénygenetikai kutatások úttörő jelentőségű magyarországi alakja, az 1950-es–1960-as években a kísérletes molekuláris genetikai vizsgálatok meghatározó vezéregyénisége volt. 1948–1970 között igazgatóként irányította az MTA Genetikai Intézetében és jogelődjeiben folyó kutatómunkát. Győrffy István (1880–1959) botanikus fia.

## Életútja
Kolozsváron és Szegeden végezte középiskolai tanulmányait. A szegedi Ferenc József Tudományegyetem hallgatójaként 1935-ben szerzett természetrajz–vegytan szakos tanári, 1936-ban pedig bölcsészdoktori oklevelet. 1936–1939 között az egyetem állattani és összehasonlító bonctani intézetének díjtalan gyakornoka volt, időközben 1937–1939-ben csereösztöndíjasként a berlin-dahlemi Vilmos Császár Biológiai Intézetben végzett növénybiológiai kutatómunkát Fritz von Wettstein irányítása alatt. 1939–1944 között a tihanyi Biológiai Kutatóintézet munkatársa, emellett beosztott gimnáziumi tanár volt. 1943-ban a kolozsvári Ferenc József Tudományegyetemen magántanári képesítést szerzett a növények fejlődésélettana tárgykörből. 1944–1948 között a mosonmagyaróvári Növénytermesztési és Növénynemesítő Kísérleti Intézetben vezette a biológiai és genetikai laboratóriumot, előbb másodosztályú főadjunktusként, később első osztályú mezőgazdasági kísérletügyi főadjunktusként. 1948-ban tanulmányutat tett Skandináviában.
Ugyancsak 1948-tól a Magyar Agrártudományi Egyetemen oktatott a növényörökléstan magántanáraként, 1948–1951 között pedig a biológiai tanszéket vezette nyilvános rendes tanári címmel, egyúttal az egyetemi biológiai intézet igazgatója is volt. 1951-ben politikai okokból felmentették állásából, de 1951–1952-ben még előadásokat tartott a kertészeti karon. 1948-ban a Növényörökléstani és Nemesítési Kutatóintézet igazgatójává nevezték ki, s az 1949-től FM Agrobiológiai Intézet, majd 1954 után MTA Genetikai Intézet néven működő kutatóhelyet vezette 1970-ben bekövetkezett haláláig.

## Munkássága
Apja, a botanikus Győrffy István – akit rendszeresen elkísért növénytani gyűjtőútjaira – keltette fel benne a növények biológiája iránti tudományos érdeklődést. Tudósi pályájának fő kutatási területe a növényi genetika, főként a poliploidia (kromoszómatöbbszöröződés) biokémiai alapú, illetve fiziológiai vizsgálata volt. Életművét különösen jelentőssé teszi a tény, hogy a korszerű genetikai kutatások megalapozottságát és létjogosultságát tagadó, az 1950-es évek Magyarországában is egyeduralkodó liszenkói tudományos felfogás ellenében harcolt a mikrobiális örökléstani kutatások, molekuláris genetikai kísérletek hazai elterjedéséért.
Pályája első szakaszában, 1932–1936 között gazdag mohagyűjteménye molekuláris kromoszómavizsgálatán keresztül megállapította az egyes mohafélék főbb genetikai bélyegeit, fejlődéstani ismérveit. 1938 után elsősorban a ploidia élettani kutatásával, az őszi kikerics (Colchicum autumnale) alkaloidja, a kolchicin génmutációs hatásmechanizmusával és a poliploidizálódás összefüggéseivel foglalkozott, illetve a C-vitamin-képződés örökléstani hátterét tanulmányozta. Kimutatta az összefüggést a kromoszómaszám, a kromoszómadifferenciáltság és az evolúció foka között, leírta a kromoszómaszám-alakulás törvényszerűségeit fajhibridekben, illetve di- × tetraploid keresztezésekben. Már ekkor poliploidok és termékeny amfidiploidok kikísérletezésén dolgozott. 1941-ben sikeresen állított elő tetraploid cukorrépát, ez szolgált alapul a triploid cukorrépahibridek később kibontakozó heterózisnemesítésének.
1944-től nemesítési céllal különféle kolchicinezési eljárásokkal és oxidáló rendszerekkel foglalkozott, sejtgenetikai vizsgálatokat végzett paradicsomon, paprikán és dohányon, valamint behatóan tanulmányozta a boglárka (Ranunculus) kromoszómadifferenciálódását és -speciációját (fajfejlődését). Az 1950-es évek második felétől – intézeti munkatársaival együtt – elsősorban a mikrobiális genetikai kutatásokra helyezte a hangsúlyt. Munkatársaival vizsgálta a Pseudomonas és Xanthomonas baktériumok növénypatogenitását, ennek során új bakteriocint – azaz baktérium által termelt, antibiotikus hatású fehérjét – fedeztek fel. A Rhizobium baktérium és gazdaspecifikus bakteriofág vírusainak kölcsönhatását vizsgálva fággéneket azonosítottak és írtak le.
Növénygenetikai munkái mellett jelentősek voltak evolúciógenetikai tanulmányai, az 1960-as években már humán- és populációgenetikával is foglalkozott.
1952-ben a biológiai tudomány kandidátusa, 1957-ben doktora lett. Széles körű publikációs és tudományszervező tevékenységet fejtett ki, Magyarországot képviselve részt vett számos nemzetközi konferencián. Oktatói munkássága szintén jelentős volt, egyetemi tanárként és intézetvezetőként egyaránt hozzájárult több genetikusnemzedék szakmai elindításához.

### Társasági tagságai és elismerései
1954-től haláláig irányította elnökként a Magyar Tudományos Akadémia genetikai bizottságának munkáját. 1967-ben az MTA levelező tagjává jelölték, de politikai nyomásra, tudománypolitikai szempontokra hivatkozva végül nem választották akadémikussá. Két évtizeddel halála után, az MTA 1990. évi közgyűlésén rehabilitálták, és kimondták, hogy Győrffy Barna 1967-től az MTA levelező tagjaként tartandó számon.
1949-ben a Kossuth-díj ezüst fokozatát vehette át, 1953-ban Szocialista Munkáért érdemérmet, 1990-ben pedig a hosszú éveken át végzett nemzetközileg is elismert, a hazai modern növénygenetika megalapozásáért és a magyar genetikus nemzedék nevelésében végzett kiemelkedő tevékenységéért posztumusz Széchenyi-díjat kapott.

## Főbb művei
- Colchicinnel indukált polyploidia. Szeged. 1939
- Chromosomaszámlálások colchicinnel előállított polyploidoknál. Tihany. 1940
- A colchicin hatásmechanizmusa: Colchininnel indukált polyploidia. Tihany. 1940
- A polyploid növények élettana. Tihany. 1941
- A paprika C-vitaminjáról. Tihany. 1942
- A paradicsom C-vitamin tartalmáról. Tihany. 1943
- Gének és enzymek. Tihany. 1943
- A növények anyagcseretípusváltozásainak biokémiai vonatkozásairól. Budapest. 1953
- A mutáció mint evolúciós tényező. Budapest. 1964
- Mendel faktoraitól a genetikai kódig: Szakirodalmi tájékoztató. Budapest. 1967

## További irodalom
- Győrffy Barna. In: Botanikai Közlemények 1970. 4. sz.
- Fodor András: A magyar genetika megmentője, Győrffy Barna. In: Tudomány 1990
- Barabás Zoltán: Találkozásaim Győrffy Barna tanár úrral. In: Magyar Tudomány 1991